# Livets ändhållplats
Livets ändhållplats è il secondo album del gruppo black metal svedese Shining, pubblicato nel 2001.

## Tracce
1. Ett liv utan mening – 7:35
2. Att med kniv göra sig illa – 2:08
3. Ännu ett steg närmare total utfrysning – 10:20
4. Död – 7:37
5. Svart (Ur Dagerman's Perspektiv) – 7:13
6. Livets ändhållplats – 9:19
7. Manipulation Mass (traccia bonus) – 5:22

## Formazione
- Niklas Kvarforth - voce, chitarra e tastiera
- Tusk - basso
- Ted Wedebrand - batteria